# Las Vueltas
Las Vueltas est une municipalité du département de Chalatenango au Salvador. La ville est bordée au nord par Ojo de Agua, à l'est par Las Flores, au sud par Chalatenango et au nord-est par Concepción Quezaltepeque. Le territoire couvre 36,83 km2 et la population, en 2005, était de 2 101 habitants. Pour son administration, la municipalité est divisée en 6 cantons et 35 entité rurale.

## Étymologie
Lors de la fondation, en 1765, la ville fut appelée Yusique par les indigènes qui signifie « montagne de pins ».

## Histoire
Entre 1980 et 1986, la ville fut inhabitée à cause de la guerre.
En 1986, les habitants reviennent petit à petit dans leurs villes.
Après la signature des accords de paix en 1994, le processus de repeuplement des municipalités reste en place mais certains hameaux sont encore inhabités et la mairie revient à Las Vueltas, déplacée lors de la guerre à Chalatenango.